# Robert Liottel
Robert Gustave Édouard Liottel (Romilly-sur-Seine, 1885. szeptember 23. – Druye, 1968. április 23.) olimpiai bajnok francia párbajtőrvívó.